# Brahmina bituberculata
Brahmina bituberculata är en skalbaggsart som beskrevs av Moser 1908. Brahmina bituberculata ingår i släktet Brahmina och familjen Melolonthidae. Inga underarter finns listade.